# فرودگاه براونشوایگ
فرودگاه براونشوایگ (به انگلیسی: Braunschweig Airport) (به زبان بومی: Flughafen Braunschweig-Wolfsburg) یک فرودگاه همگانی و خصوصی با کد یاتا BWE است که یک باند فرود آسفالت دارد و طول باند آن ۱۶۸۰ متر است. این فرودگاه در شهر براونشوایگ کشور آلمان قرار دارد و در ارتفاع ۹۰ متری از سطح دریا واقع شده‌است.